# 矢嶋由菜
矢嶋 由菜（やじま ゆな、2006年9月13日 - ）は、日本のダンサー、歌手、俳優、タレントであり、男女混合グループONE LOVE ONE HEARTのメンバーである。
解散した男女混合グループDAN⇄JYOの元メンバー。
千葉県出身。スターダストプロモーション第三事業部所属。

## 略歴
2018年8月29日、東京国際フォーラム・ホールD7にて開催されたEBiDANのライブイベント「夢と涙のD7 ～ROAD TO EBiDAN THE LIVE 2018～」のオープニングアクトにて男女混合グループDAN⇄JYOの一員としてお披露目された。DAN⇄JYOではダンサー担当であった。
2019年10月26日にYouTubeにて公開されたロイ-RöE-「ひみつのアッコちゃん covered by ロイ-RöE-」のMVに出演した。
2020年9月19日より放送されていたマンダム「ルシード 薬用リンクルフォースクリーム「デッサン篇」」のCMに出演していた。
2020年12月31日、所属グループDAN⇄JYOが活動終了となった。
2021年10月17日に渋谷区文化総合センター大和田 さくらホールにて開催された「女・組長祭2021」及び同年12月18日に山野ホールで開かれた「ALTERNATIVE MUSIC EXPRESS vol.3」に出演した。
2022年1月28日、スターダストプロモーションとエイベックスの初の共同プロジェクトとなる「次世代進化系プロジェクト」オーディション合格者によって結成された男女混合グループONE LOVE ONE HEARTの結成メンバーとして選出された。同日YouTubeにて公開されたStarting Dance Video「YOUTH」にてお披露目された。
2024年3月29日 - 31日、超ときめき♡宣伝部が主演を務めた生配信ドラマ『リトライ、青春！』（Rakuten TV）に野村香織 役として出演した。
2025年5月4日から6月29日まで放送されていたテレビドラマ『六月のタイムマシン』（BS12 トゥエルビ）に主要キャストの一人となる乾茜 役として出演した。『六月のタイムマシン』のエンディング主題歌としてONE LOVE ONE HEARTの楽曲「星の証明」が使用され、その配信限定シングルとなるONE LOVE ONE HEART『星の証明』のジャケットには矢嶋由菜の横顔のイラストが全面に描かれた。

## 人物・エピソード
- 趣味は料理動画・ドラマ・映画の鑑賞および漫画を読むことである[1]。
- 特技はアクロバット、ダンスである。アクロバットは6歳から習いはじめており、バク転・側宙・転宙を習得している[1]。バク転は10回連続でできる[13]。
- 座右の銘は「恩送り」である[14]。
- ONE LOVE ONE HEARTメンバーの飯塚瑠乃、イーチとはDAN⇄JYOでも同じメンバー同士であった[2][注 1]。
- DAN⇄JYOで同じダンサー担当であった桜木心菜（私立恵比寿中学）とはDAN⇄JYO活動終了後も仲がよく、一緒に韓国旅行もしている[15]。
- 同じ事務所のアイドル超ときめき♡宣伝部のファン（宣伝部員）である[16]。
- スターダストプロモーションの女性アイドル・アーティストが一堂に会するイベント「STARDUST THE PARTY 2024」（2024年11月22日・23日、横浜BUNTAI）に出演するにあたり、2024年11月23日昼公演にてMBTI型別のユニットを作る関係で事前にMBTI診断をした結果、ENFP（広報運動家型）であった[17]。

## 出演
※ 元所属グループDAN⇄JYOとしての出演および作品は「DAN⇄JYO」、所属グループONE LOVE ONE HEARTとしての出演および作品は「ONE LOVE ONE HEART」を参照。

### テレビドラマ
- 六月のタイムマシン（2025年5月4日 - 6月29日、BS12 トゥエルビ） - 乾茜 役[11]

### WEBドラマ
- リトライ、青春！（2024年3月29日 - 31日、Rakuten TV） - 野村香織 役[10]

### CM
- マンダム「ルシード 薬用リンクルフォースクリーム「デッサン篇」」（2020年9月19日 - すでに放送終了）[1][4]

### 舞台
- オノマトペ Vol.1（2022年6月8日 - 12日、CBGKシブゲキ!!） - 矢田芽衣 役[18][19]
- オノマトペ Vol.2（2022年11月3日 - 6日、CBGKシブゲキ!!） - 矢田芽衣 役[20][21]
- 100点un・チョイス! 第23回公演「#これで恋ができるなら」（2025年8月16日 - 20日、赤坂RED/THEATRE）[22]

### MV
- ロイ-RöE-「ひみつのアッコちゃん covered by ロイ-RöE-」（2019年10月26日公開、YouTube）[3]

### イベント
- 女・組長祭2021（2021年10月17日、渋谷区文化総合センター大和田 さくらホール） - この日はソロのパフォーマンスはなかった[23]
- ALTERNATIVE MUSIC EXPRESS vol.3（2021年12月18日、山野ホール） - オープニングアクトに出演[24]